# Siedenfelder Wettern

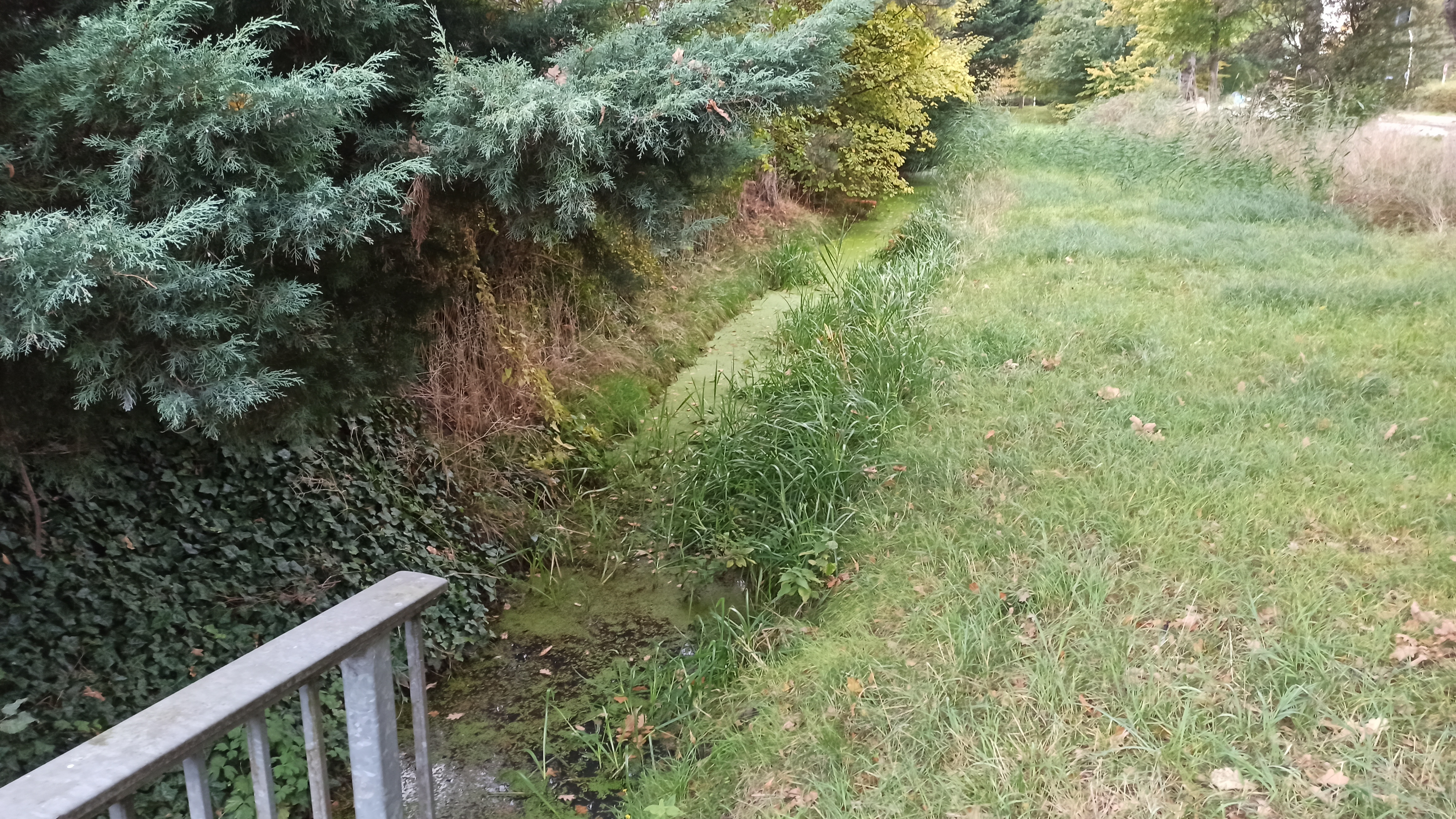
Die Siedenfelder Wettern an der Kirchdorfer Straße

Die Siedenfelder Wettern ist eine Wettern in Hamburg-Wilhelmsburg.
Sie verläuft von der Neuen Stillhorner Wettern am Siedenfelder Weg und dann weiter an der Kirchdorfer Straße bis zu einem Graben, welcher die Neue Stillhorner Wettern mit der Mühlenwettern verbindet. Dabei unterfließt sie den Schlatermudweg, Siedlersruh, den Gehrkensweg und den Deichgrafenweg.